# Porsche Vision Gran Turismo
La Porsche Vision Gran Turismo, ou simplement Porsche Vision GT, est une voiture conceptuelle développée par le constructeur automobile allemand Porsche en partenariat avec Polyphony Digital, le studio créateur de la série de jeux vidéo Gran Turismo. Conçu spécialement pour intégrer le jeu Gran Turismo 7, la Porsche Vision Gran Turismo a été dévoilée en décembre 2021. Ce concept car représente la vision de Porsche d'une voiture de sport futuriste, associant un design audacieux, des performances extrêmes et des technologies avancées.

## Historique
La Porsche Vision Gran Turismo s'inscrit dans la tradition des voitures Vision Gran Turismo, une série de concepts développés par des constructeurs automobiles pour le jeu Gran Turismo. Ce projet a permis à Porsche d'explorer de nouvelles idées en matière de design et de technologie sans les contraintes liées à la production en série,.
C'est la première fois que Porsche a conçu une voiture exclusivement pour un jeu vidéo, offrant aux joueurs une expérience immersive au volant d'un véhicule virtuel reflétant la marque.

## Conception
Le design de la Porsche Vision Gran Turismo est une interprétation futuriste des stylistiques qui contiennent les éléments de la marque,.

### Intérieur
L'habitacle est minimaliste et centré sur le conducteur, avec un volant futuriste intégrant des commandes tactiles et un affichage en Réalité augmentée.

### Extérieur

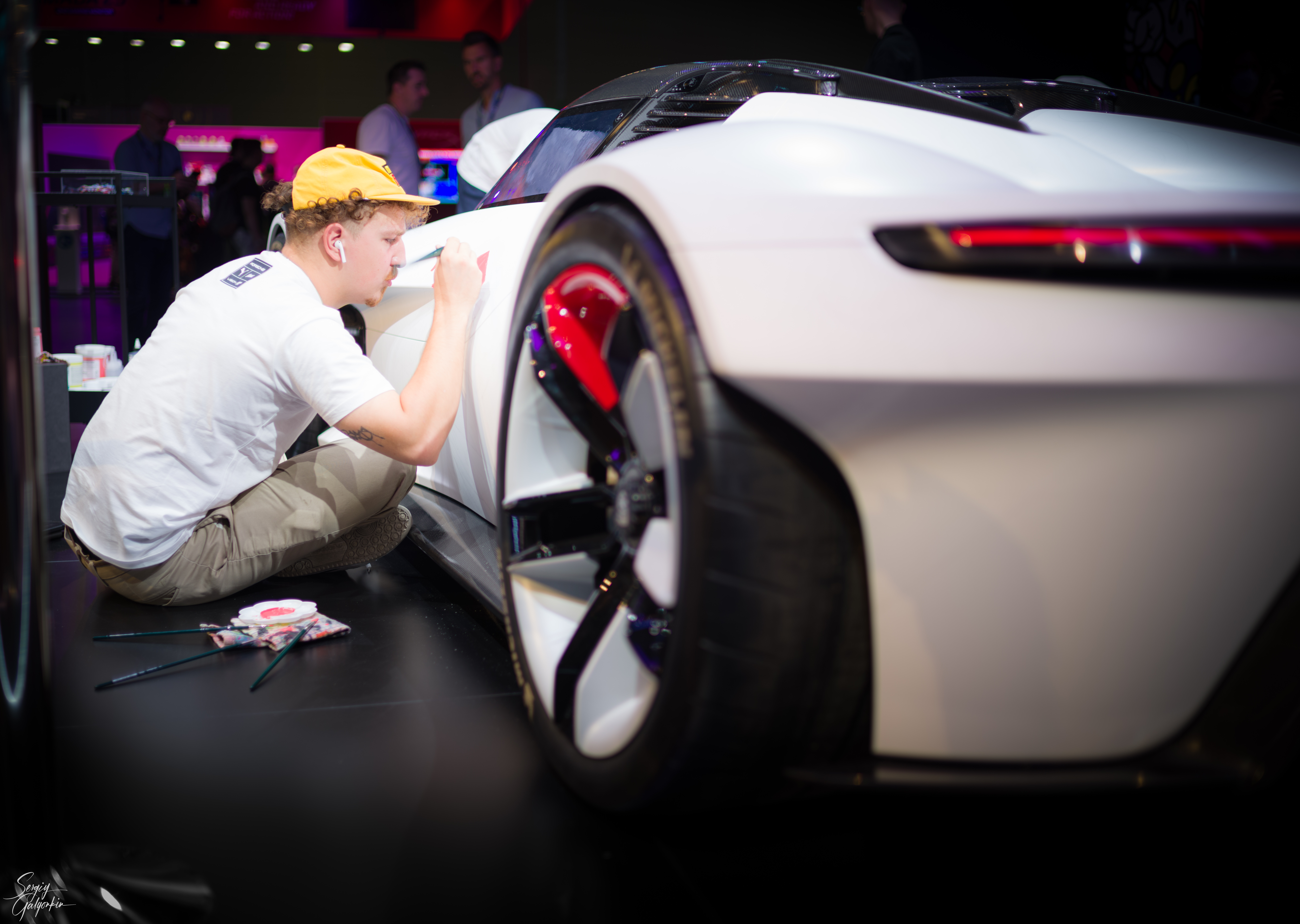
L'artiste belge VEXX repeignant la Porsche Vision Gran Turismo lors de la Gamescom 2022.

La silhouette basse et large, caractéristique des voitures Porsche, est conservée, mais elle est accentuée par des lignes fluides et des éléments aérodynamiques actifs. Les phares en forme de « quatre points » rappellent le design emblématique de Porsche, tandis que les grandes prises d'air et le diffuseur arrière soulignent son caractère sportif.
Présentée au public à Cologne, à la Gamescom le 24 août 2022, la carrosserie est peinte en directe par l'artiste belge VEXX, dans le style Street Art.

## Performances
Bien que la Porsche Vision Gran Turismo soit un véhicule virtuel, ses spécifications sont basées sur des simulations réalistes,.
Motorisation électrique
La voiture est équipée de moteurs électriques haute performance, offrant une puissance totale de plus de 1 100 chevaux.
Performances
La Vision Gran Turismo est capable d'accélérer de 0 à 100 km/h en moins de 2,5 secondes, avec une vitesse maximale dépassant les 350 km/h.
Aérodynamisme actif
Le véhicule intègre des technologies d'aérodynamisme actif pour optimiser l'appui et réduire la traînée à haute vitesse.